# Chinedu Obasi
Chinedu Obasi Ogbuke (Enugu, Nigeria, 1 de junio de 1986) es un exfutbolista nigeriano que jugaba como delantero.

## Trayectoria
Comenzó su carrera en el conjunto juvenil Shell Academy, en Nigeria, para en 2005 tomar la decisión más importante de su vida de alcanzar la meta europea al firmar por el Lyn noruego, que lo incorporó a su filial. Durante su estancia en Noruega pasó a llamarse futbolísticamente "Edu", y en dos temporadas pudo disputar cerca de 30 partidos anotando hasta en 14 ocasiones. En 2007 firmó ya por el Hoffenheim y fue pieza clave en el ascenso logrando 12 goles y 9 asistencias en 30 partidos. Esta temporada, por fin en la élite del fútbol alemán.

## Selección nacional
Ha participado en la Copa Mundial de Fútbol Sub-17 de 2003 y sub-20 en 2005 con la selección de las águilas negras, ha participado en los Pekín 2008 que dando en segunda posición, ya que perdieron contra Argentina en la final. 
disputó la Copa Africana de Naciones 2010. En su primer partido de la competición anotó en el minuto 12 del partido que perdieron por 3-1 ante la selección de fútbol de Ghana en semifinales.
También jugó con la selección de fútbol de Nigeria de la clasificación para el Mundial de fútbol 2010 de Sudáfrica.

### Participaciones en Copas del Mundo
| Mundial                               | Sede         | Resultado    |
| ------------------------------------- | ------------ | ------------ |
| Copa Mundial de Fútbol Sub-17 de 2003 | Finlandia    | Primera fase |
| Copa Mundial de Fútbol Sub-20 de 2005 | Países Bajos | Subcampeón   |
| Copa Mundial de Fútbol de 2010        | Sudáfrica    | Primera fase |

### Participaciones en Copa África de Naciones
| Copa Africana de Naciones      | Sede   | Resultado    |
| ------------------------------ | ------ | ------------ |
| Copa Africana de Naciones 2010 | Angola | Tercer lugar |

## Clubes
| Club                   | País       | Año       | Partidos | Goles |
| ---------------------- | ---------- | --------- | -------- | ----- |
| FC Lyn Oslo            | Noruega    | 2005-2007 | 29       | 14    |
| TSG 1899 Hoffenheim    | Alemania   | 2007-2012 | 91       | 25    |
| F. C. Schalke 04       | Alemania   | 2012-2015 | 41       | 4     |
| AIK Estocolmo          | Suecia     | 2016      |          |       |
| Shenzhen F. C.         | China      | 2017      |          |       |
| AIK Estocolmo          | Suecia     | 2017      |          |       |
| Bolton Wanderers F. C. | Inglaterra | 2018      |          |       |
| IF Elfsborg            | Suecia     | 2018      |          |       |
| AIK Estocolmo          | Suecia     | 2019      |          |       |
| S. C. Rheindorf Altach | Austria    | 2020-     |          |       |

## Palmarés

### Títulos internacionales
| Títulos                                          | Club             | País  | Año  |
| ------------------------------------------------ | ---------------- | ----- | ---- |
| Medalla de plata en los Juegos Olímpicos de 2008 | Nigeria olímpica | China | 2008 |

(*) Incluyendo la selección.

### Distinciones individuales
| Distinción                                   | Año  |
| -------------------------------------------- | ---- |
| Jugador del mes de agosto en la Liga noruega | 2006 |
| Kniksen award: jugador joven del año         | 2006 |